# 大和市議会

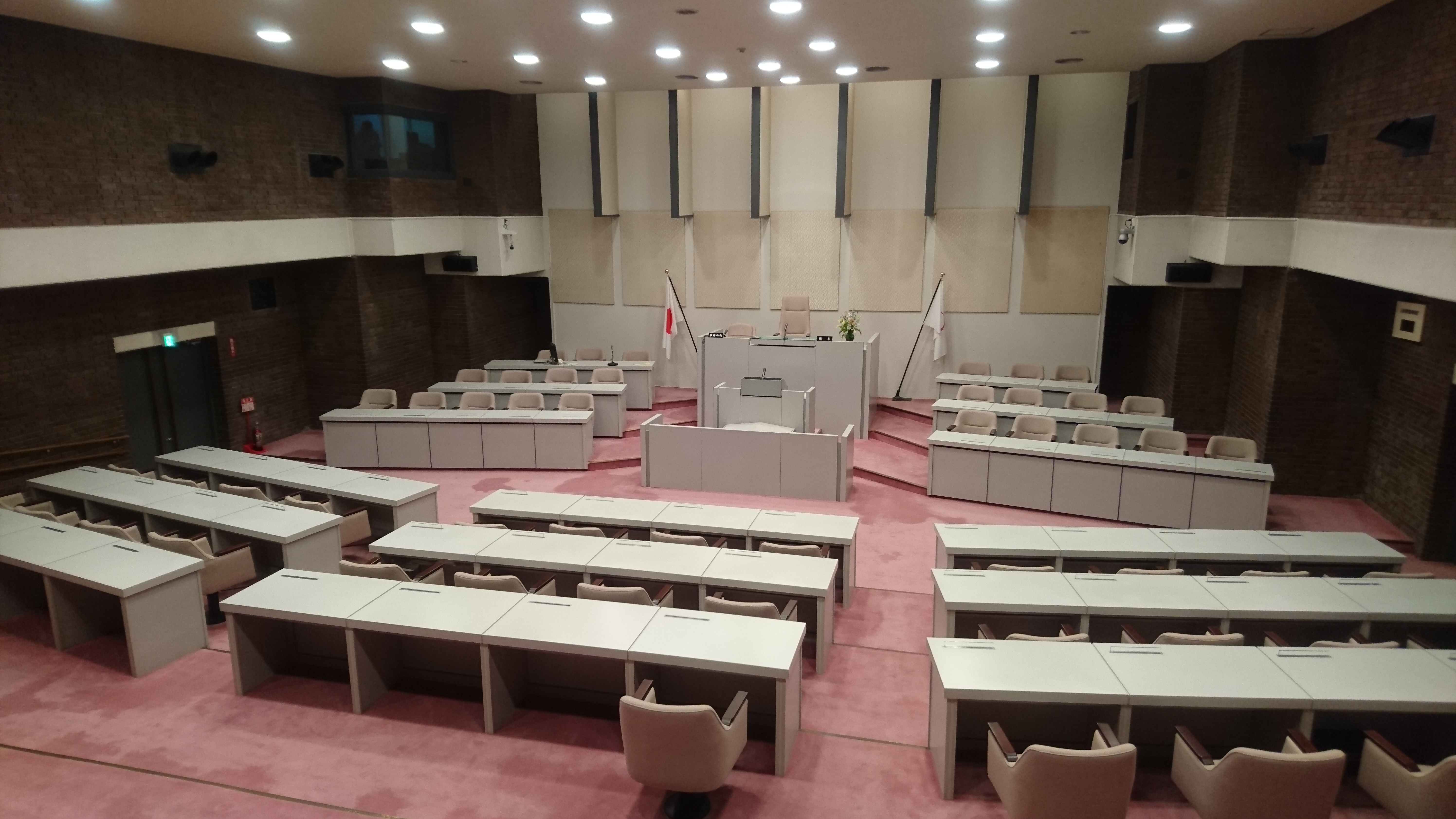
大和市議会議場

大和市議会（やまとしぎかい）は、神奈川県大和市に設置されている地方議会である。

## 概要
- 定数：28人
- 任期：4年
- 選挙区：市全体を1選挙区とする大選挙区制（単記非移譲式）
- 議長：山田己智恵（公明党）
- 副議長：井上貢（自民党・新政クラブ）

### 歴史
- 2014年（平成26年）12月 - 議会基本条例制定

## 組織

### 議会事務局
大和市議会は地方自治法に基づき、議会を補助する機関として議会事務局を設置している。職員は総務担当と議事担当に分かれて業務を行なっている。また議会事務局の職員は身分を示すために職員き章が議長より交付され、職務中は着用しなければならない。
- 主な業務
  - 議長、副議長のスケジュールの調整
  - 議場その他議会関係室の管理
  - 議員の身分、共済及び研修に関すること
  - 議会交際費の管理
  - 市議会議長会等に関すること
  - 本会議、委員会等の運営
  - 会議録の調製等
  - 請願及び陳情に関すること
  - 会議の傍聴に関すること
  - 議会報の編集及び発行

## 施設
市議会は大和市役所の本庁舎5階に置かれている。本会議場、委員会室をはじめ議員控え室、議会事務局、議会図書館など市議会の主要施設の全てが集まっている。

## 運営

### 会期
大和市議会の定例会は、毎年3月、6月、9月及び12月に召集され、各会とも30日程度の会期で開かれる。その他にも必要に応じて臨時会が開催され、近年は議会内の人事を決めるために5月に臨時会が開かれることが多い。

### 会議
大和市議会では議員全員で構成する本会議と少数で専門的に話し合う委員会の二つの会議が存在する。本会議の流れは、原則として「開会（議長の宣告）→議案上程（提案説明、質問・質疑）→委員会付託→（委員会審査）→一般質問→委員長報告→議決（討論・採決）」である。
また本会議では議場に入場する際に、議長席に向かって右側の扉から行政職員、左側の扉から議員が入場する慣習がある。委員会ではその委員会の委員以外の議員も出席でき、必要に応じて発言することが出来る。

### 一般質問
一般質問は、各定例会の本会議において議員個人が市政全般について、市長をはじめとした執行機関の考えや政策（計画）の説明を求める事ができる質問の事である。定例会毎に全議員が行なうことができるが、議長、副議長、監査委員は一般質問を自粛する慣例が存在する。持ち時間は原則一人30分だが、事前申請することによって40分にまで伸ばすことが出来る。持ち時間以内なら何問でも質問できる。また行政側からの答弁時間は、持ち時間を減らさない。

## 会派
| 会派名                 | 議席数 | 議員名（◎は代表）                                                                                 | 女性議員数 | 女性議員の比率(%) |
| ---------------------- | ------ | ------------------------------------------------------------------------------------------------- | ---------- | ----------------- |
| 自民党・新政クラブ     | 10     | ◎中村一夫、井上貢、古木邦明、町田浩文、西田恵美、福本隆史、渡辺伸明、赤嶺太一、青木正始、小倉隆夫 | 1          | 10.0              |
| 公明党                 | 5      | ◎吉澤弘、河端恵美子、金原忠博、鳥渕優、山田己智恵                                                 | 2          | 40.0              |
| 日本共産党             | 2      | ◎高久良美、堀口香奈                                                                               | 1          | 50.0              |
| 神奈川ネットワーク運動 | 2      | ◎布瀬恵、吉田奈々                                                                                 | 2          | 100.0             |
| 虹の会                 | 2      | ◎大波修二、石田裕                                                                                 | 0          | 0.00              |
| 自由クラブ             | 3      | ◎木村賢一、河内孝彰、町田零二                                                                     | 0          | 0.0               |
| 大和維新×iRAISE        | 2      | ◎星野翔、村田玲                                                                                   | 0          | 0.0               |
| 立憲民主党             | 2      | ◎北島康平、堀合研二郎                                                                             | 0          | 0.0               |
| 欠員                   | 0      |                                                                                                   |            |                   |
| 計                     | 28     |                                                                                                   | 6          | 25.0              |

(2025年5月8日現在）

## 委員会

### 議会運営委員会
議会運営委員会は、各会派の意見を調整する場として設けられ、各会派の議席数に応じて輩出された12名の委員によって、議会運営に関することを決定する委員会である。  

### 常任委員会
大和市議会は議案や請願・陳情をより詳しく審査するため常設の常任委員会を設置している。各常任委員会はそれぞれの所管事項についての議案や請願・陳情を審査・調査する。現在は、条例によって4つの常任委員会が設置されており、議員はこの内いずれか1つの委員会に所属している。また委員の任期は1年である。
| 委員会名             | 定数 | 所轄事項 | 委員長   | 委員長の所属会派   |
| -------------------- | ---- | --- | -------- | ------------------ |
| 総務常任委員会       | 7人  | - 市長室の所管に属する事項 - 未来政策部の所管に属する事項 - 総務部の所管に属する事項 - 会計課の所管に関する事項 - 監査委員の所管に属する事項 - 選挙管理委員会の所管に属する事項 - 固定資産評価審査委員会の所管に属する事項 - 公平委員会の所管に属する事項 - 消防本部及び消防署の所管に属する事項 - 他の委員会の所管に属さない事 | 古木邦明 | 自民党・新政クラブ |
| 厚生常任委員会       | 7人  | - あんしん福祉部の所管に属する事項 - 健幸・スポーツ部の所管に属する事項 - 市立病院の所管に属する事項 | 町田零二 | 自由クラブ         |
| こども教育常任委員会 | 7人  | - こども部の所管に属する事項 - 教育委員会の所管に属する事項 | 小倉隆夫 | 自民党・新政クラブ |
| 環境経済常任委員会   | 7人  | - 市民経済・にぎわい創出部の所管に属する事項 - 環境共生部の所管に属する事項 - まちづくり部の所管に属する事項 - 農業委員会の所管に属する事項 | 吉澤弘   | 公明党             |

### 特別委員会
特別委員会は、付議事件（市議会の議決によって定められた市政の特定の問題）について審査あるいは調査・研究するため、必要に応じて設置される委員会である。現在1委員会が設置されている。
| 委員会名           | 定数 | 所轄事項             | 委員長 | 委員長の所属会派 |
| ------------------ | ---- | -------------------- | ------ | ---------------- |
| 基地政策特別委員会 | 14人 | 基地政策に関する事項 | 鳥渕優 | 公明党           |

### 議会改革実行委員会
大和市議会基本条例の制定に伴い、議会改革を検討するために必要に応じて設置される委員会である。定数は10名で、会議は全会一致での議決を原則とする。会議は月に一回の頻度で開催される。

## 議員報酬と諸手当
| 役職   | 報酬            | 期末手当         | 政務活動費     | 合計支給額       |
| ------ | --------------- | ---------------- | -------------- | ---------------- |
| 議長   | 月額 54万9000円 | 年間 266万8140円 | 月額 3万5000円 | 年間 967万6140円 |
| 副議長 | 月額 46万6000円 | 年間 226万4760円 | 月額 3万5000円 | 年間 827万6760円 |
| 議員   | 月額 43万9000円 | 年間 213万3540円 | 月額 3万5000円 | 年間 782万1540円 |

その他諸手当
その他にも大和市議会議員は職務のため市外に旅行した時は、一般職員への支給額を例にその旅費を費用弁済できる。